# Ме-Зочи
Ме-Зочи је дистрикт у Републици Сао Томе и Принципе. Има око 35.300 становника и простире се на око 122 квадратна километра.

## Становништво дистрикта
- 1940 18.422 (30,4% укупне популације државе)
- 1950 18.056 (30,0% укупне популације државе)
- 1960 20.374 (31,7% укупне популације државе)
- 1970 20.550 (27,9% укупне популације државе)
- 1981 24.258 (25,1% укупне популације државе)
- 1991 29.758 (25,3% укупне популације државе)
- 2001 35.105 (25,5% укупне популације државе)